# Filippo Cordova
Filippo Cordova (Aidone, 1º maggio 1811 – Firenze, 16 settembre 1868) è stato un patriota, giurista e politico italiano.

## Biografia

### Le origini e la formazione
Di famiglia con ascendenza al Barone di Villa Orlando Boscarini e al giurato di Aidone Filippo (suo nonno), manifestò sin dall'infanzia una certa precocità, tanto che a dieci anni compose tre tragedie (Catone, Giovanni e I Dittinali) e un sonetto in onore di san Lorenzo martire, patrono della cittadina natale.
Si laureò a Catania in legge e in geologia e nel 1831 entrò nello studio dell'avvocato Antonio Agnetta a Palermo, dove conobbe diversi patrioti, tra cui Michele Amari, Vincenzo Fardella di Torrearsa, Ruggero Settimo.
Aiutato dallo zio-cugino Gaetano Scovazzo-Cordova nel 1838 partecipò al "Congresso scientifico di Clermont-Ferrand" e si fece conoscere presso l'Accademia di Francia.
Nominato consigliere d'intendenza a Caltanissetta, nel 1839 studiò le decime feudali in Sicilia per alcuni comuni e nel 1841 partecipò al "Congresso scientifico" a Napoli. Tramite il principe di Canino entrò a far parte della massoneria e nel 1860 a Torino,in relazione alla sua amicizia con Camillo Benso di Cavour divenne uno dei promotori della loggia Ausonia, che aveva l'obiettivo dell'Unità d'Italia con capitale Roma: divenne poi esponente di punta del Grande Oriente d'Italia, assumendone la carica di gran maestro il 1º marzo 1862. L'anno successivo prese parte alla Costituente massonica di Firenze.

### Il ruolo di Cordova nei fatti del 1848

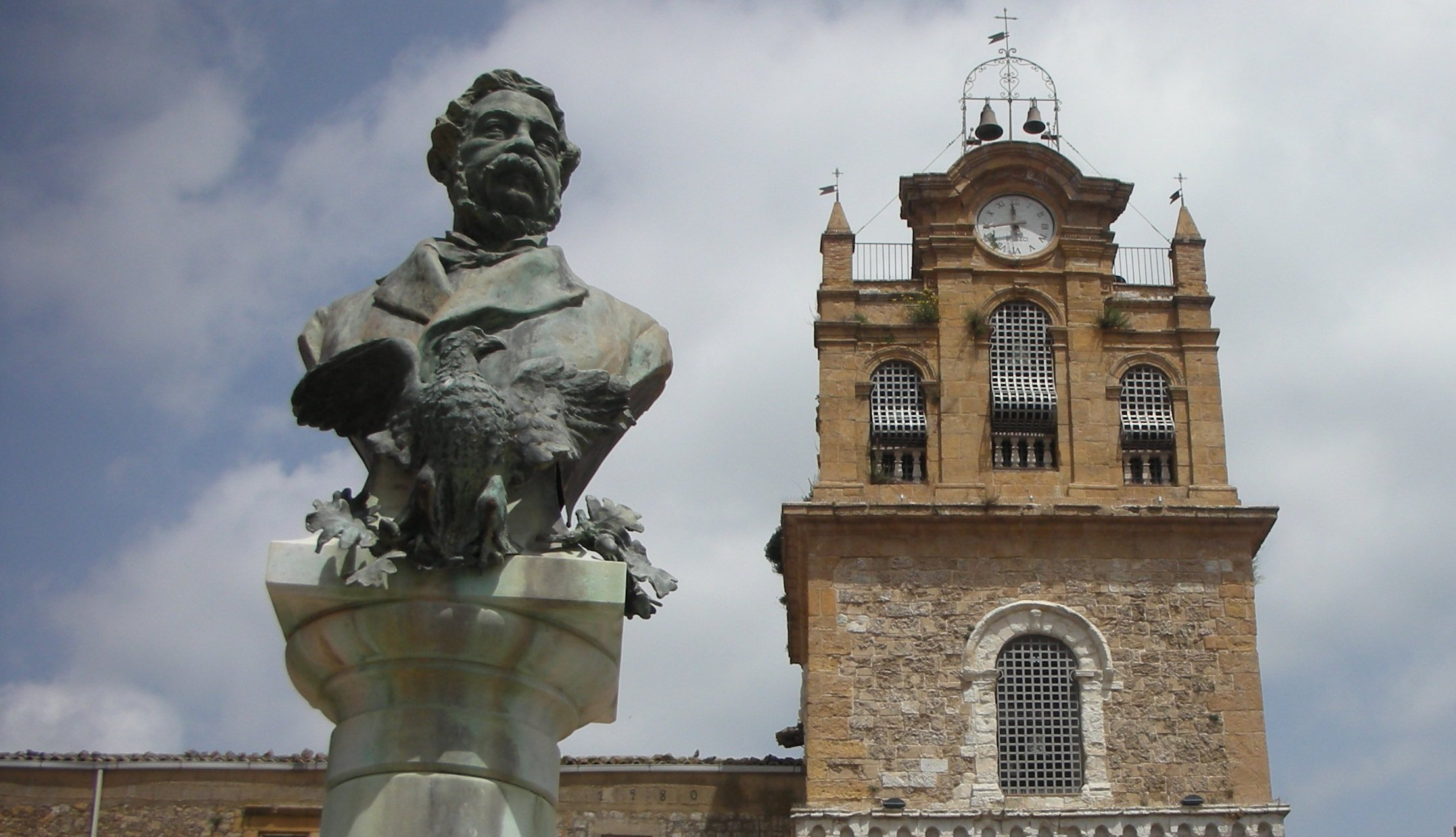
Busto di Filippo Cordova ad Aidone

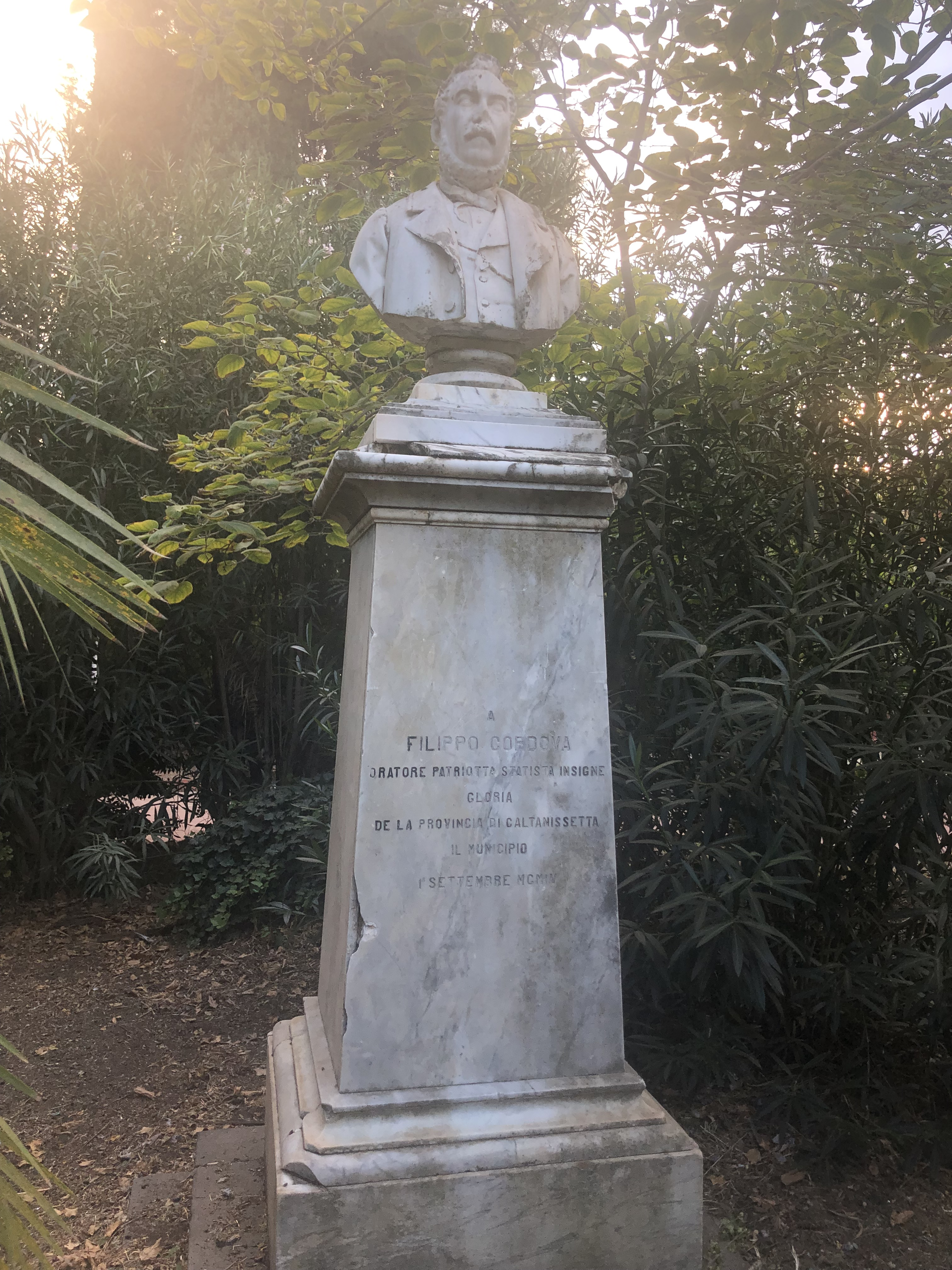
Busto di F. Cordova nell'omonima villa a Caltanissetta, opera di Giuseppe Frattallone

Nel gennaio 1848, quando la Sicilia si ribellò ai Borbone, fu segretario del comitato rivoluzionario provinciale e fu eletto in marzo deputato alla "Camera dei Comuni". Si occupò della redazione dello statuto siciliano. Il 13 agosto il capo dello stato siciliano, Ruggero Settimo, lo nominò ministro delle finanze nel governo guidato dal marchese Torrearsa.
Filippo Cordova ideò un "comitato misto" che assumesse le decisioni più importanti per il nuovo stato siciliano. Come ministro propose l'introduzione della carta-moneta con la creazione del Banco di Sicilia Per decreto stabilì che i beni ecclesiastici e le argenterie delle chiese fossero dati in pegno per i prestiti allo stato; abolì inoltre l'odiata tassa sul macinato che gravava particolarmente sugli strati più poveri della popolazione. La radicalità delle sue proposte, che mirava a trasformare il latifondo siciliano con la creazione di tanti piccoli proprietari terrieri, venne osteggiata dai nobili presenti nel parlamento siciliano e dal clero.
Redasse il documento che sanciva la decadenza dal trono di Ferdinando II di Borbone e appoggiò l'offerta della corona a Ferdinando di Savoia-Genova, duca di Genova, figlio del re Carlo Alberto.
Per reperire fondi per la guerra contro i Borboni propose il progetto per un mutuo coattivo, in base agli accordi presi con una banca francese da Michele Amari, suscitando una netta opposizione dei nobili e fu costretto a dimettersi.

### L'esilio in Piemonte
Nel maggio 1849 l'esercito del re Ferdinando guidato dal Filangieri riconquistò la Sicilia. Filippo Cordova, uno dei 43 proscritti patrioti siciliani, fu costretto all'esilio prima a Marsiglia e poi a Torino.
A Torino il Cordova, che già aveva fatto esperienza giornalistica in Sicilia con il suo giornale La luce, di tendenza liberale, entrò a far parte della redazione del giornale Il Risorgimento diretto da Camillo Benso conte di Cavour e ne divenne nel 1852 il direttore; l'anno seguente il giornale prese il nome di Il Parlamento.
Insegnò inoltre diritto presso l'Istituto commerciale di statistica ed economia politica presso il Collegio nazionale di Torino.
Nel 1857 Cavour lo chiamò a dirigere l'ufficio di statistica del ministero delle finanze e curò l'elaborazione delle leggi sul "Consiglio di stato", sulla "Corte dei conti" e sul "contenzioso amministrativo". Nel 1859 pubblicò una relazione sul censimento generale del Regno

### Il ruolo di Cordova nei primi anni dell'Unità d'Italia
Filippo Cordova fornì le carte della Sicilia per la spedizione dei Mille di Giuseppe Garibaldi, a cui partecipò anche il nipote, Vincenzo Cordova Savini. Nel luglio del 1860 poté rientrare a Palermo.
Garibaldi lo nominò inizialmente procuratore generale della Corte dei Conti, ma venne in seguito espulso dalla Sicilia in seguito alla lotta politica che si era scatenata tra Giuseppe La Farina, inviato di Cavour, e Francesco Crispi, segretario di Garibaldi.
Filippo Cordova, dopo aver soggiornato a Napoli, rientrò in Piemonte e Cavour lo nominò segretario del ministero delle finanze nel primo governo del Regno, con il compito di unificare i bilanci degli Stati preunitari. Si batté per l'annessione della Sicilia al Regno d'Italia e nel nuovo parlamento venne eletto deputato nei collegi di Caltanissetta, Caltagirone e Siracusa.
Dopo la morte di Cavour fu nominato al ministero dell'agricoltura e commercio nel primo governo Ricasoli (1861-1862), dove istituì la "Divisione di statistica (attuale ISTAT). Fu poi ministro di grazia e giustizia e culti nel primo governo Rattazzi (1862), consigliere di stato e ancora ministro dell'agricoltura nel secondo governo Ricasoli (1866-1867).
Nel 1868 venne eletto presidente della "Commissione di inchiesta sul corso forzoso", ma fu colpito da infarto il 2 giugno mentre si recava alla votazione per l'abolizione della legge. Si dimise per motivi di salute e morì il 16 settembre a Firenze, ove venne sepolto al cimitero di San Miniato al monte.
Il nipote, il senatore Vincenzo Cordova Savina, negli anni 1889-93 pubblicò le sue memorie con i discorsi al Parlamento italiano.